# Lola Voroninová
Lola Voroninová (rusky Лола Воронина; * 26. listopadu 1983, Leningrad, Rusko) je ruská politička, členka Pirátské strany Ruska.

## Životopis
Voroninová se narodila v Leningradě v bývalém Sovětském svazu. Od 13. března 2011 do 15. dubna 2012 byla také generální tajemnicí Pirátské internacionály, zastřešující organizace mezinárodního hnutí Pirátských stran. Poté byla na sjezdu v Praze zvolena spolupředsednicí Pirátské internacionály spolu s německým politikem Grégory Engelsem. V současnosti (2022) žije v Praze.